# Autoritratti: i protagonisti della fiction
Autoritratti: i protagonisti della fiction è una rubrica televisiva basata su interviste, condotta da una voce fuori campo, che va in onda dal settembre 2011 su Rai Premium alle 23, del martedì, precedentemente al mercoledì. Il programma viene trasmesso, di solito, ogni due martedì ma a volte anche tre martedì o anche una volta al mese; nei martedì nei quali non viene trasmesso vanno in onda delle repliche del programma. Dal 2016 il programma perde il sottotitolo "i protagonisti della fiction", in quanto i protagonisti sono anche personaggi del mondo del cinema, e la durata viene ridotta a 35 minuti, andando in onda ogni giovedì in seconda serata dalle 23.50. Le puntate sono disponibili anche sul sito web di Rai Premium.

## Il programma
Il programma viene trasmesso da Rai Premium, canale tematico del digitale terrestre e/o della piattaforma satellitare Tivùsat. Va in onda ogni due martedì al termine della fiction di prima serata, in questi 60 minuti il protagonista, attraverso delle domande di una voce fuori campo, si racconta al pubblico illustrando backstage delle fiction interpretate, raccontandone retroscena e aneddoti delle serie interpretate, illustrandone al pubblico i punti di forza, che hanno determinato il successo delle serie TV.

## I protagonisti

### Edizione 2011
| Puntata | Data              | Protagonista       |
| ------- | ----------------- | ------------------ |
| 1       | 14 settembre 2011 | Fabrizio Gifuni    |
| 2       | 28 settembre 2011 | Nancy Brilli       |
| 3       | 12 ottobre 2011   | Luca Ward          |
| 4       | 26 ottobre 2011   | Giulio Scarpati    |
| 5       | 9 novembre 2011   | Massimo Wertmüller |
| 6       | 7 dicembre 2011   | Alessio Boni       |
| 7       | 28 dicembre 2011  | Sebastiano Somma   |
| 8       | 24 gennaio 2012   | Elena Sofia Ricci  |

### Edizione 2012
| Puntata | Data           | Protagonista         |
| ------- | -------------- | -------------------- |
| 1       | 27 marzo 2012  | Antonia Liskova      |
| 2       | 1º maggio 2012 | Barbara De Rossi     |
| 3       | 15 maggio 2012 | Enzo Decaro          |
| 4       | 12 giugno 2012 | Veronica Pivetti     |
| 5       | 3 luglio 2012  | Pierfrancesco Favino |
| 6       | 4 ottobre 2012 | Lino Banfi           |

### Edizione 2016
| Puntata | Data           | Protagonista       |
| ------- | -------------- | ------------------ |
| 1       |                |                    |
| 2       |                |                    |
| 3       |                |                    |
| 4       | 17 Marzo 2016  | Claudio Santamaria |
| 5       | 24 Marzo 2016  | Gigi Proietti      |
| 6       | 7 Aprile 2016  | Vinicio Marchioni  |
| 7       | 14 Aprile 2016 | Vanessa Incontrada |
| 8       | 21 Aprile 2016 | Cesare Bocci       |
| 9       | 5 Maggio 2016  | Enzo Decaro        |
| 10      |                |                    |
| 11      | 19 Maggio 2016 | Ricky Tognazzi     |